# Comté d'Orange (Floride)
Pour les articles homonymes, voir Comté d'Orange.
Le comté d'Orange (en anglais : Orange County) est un comté américain situé dans l'État de Floride. Son siège est Orlando. Selon le recensement des États-Unis de 2020, sa population est de 1 429 908 habitants.

## Géographie

### Comtés adjacents
- Comté de Volusia (au nord-est)
- Comté de Brevard (à l'est)
- Comté d'Osceola (au sud)
- Comté de Polk (au sud-ouest)
- Comté de Seminole (au nord)
- Comté de Lake  (à l'ouest)

### Transports
- Interstate 4
- / US 17/US 92 (Mills Avenue/Orange Blossom Trail)
- US 441 (Orange Blossom Trail)

### Villes
- Apopka
  - Plymouth (sous-division d'Apopka)
- Bay Lake[note 1]
- Belle Isle
- Eatonville
- Edgewood
- Lake Buena Vista[note 1]
- Maitland
- Oakland
- Ocoee
- Orlando
- Windermere
- Winter Garden
- Winter Park

## Démographie
| Groupe                           | Comté d'Orange | Floride | États-Unis |
| -------------------------------- | -------------- | ------- | ---------- |
| Blancs                           | 63,6           | 75,0    | 72,4       |
| Afro-Américains                  | 20,8           | 16,0    | 12,6       |
| Autres                           | 6,8            | 3,7     | 6,4        |
| Métis                            | 3,4            | 2,5     | 2,9        |
| Asiatiques                       | 4,9            | 2,4     | 4,8        |
| Amérindiens                      | 0,4            | 0,4     | 0,9        |
| Total                            | 100            | 100     | 100        |
|                                  |                |         |            |
| Hispaniques et Latino-Américains | 26,9           | 22,5    | 16,7       |

Selon l'American Community Survey, en 2010, 67,43 % de la population âgée de plus de 5 ans déclare parler l'anglais à la maison, 22,59 % déclare parler l'espagnol, 2,44 % un créole français, 1,23 % le portugais, 0,88 % le vietnamien, 0,58 % le tagalog, 0,53 % une langue chinoise, 0,50 % le français et 3,82 % une autre langue.
| 1830 | 1840 | 1850 | 1860 | 1870  | 1880  |
| ---- | ---- | ---- | ---- | ----- | ----- |
| 733  | 73   | 466  | 987  | 2 195 | 6 618 |

| 1890   | 1900   | 1910   | 1920   | 1930   | 1940   |
| ------ | ------ | ------ | ------ | ------ | ------ |
| 12 584 | 11 374 | 19 107 | 19 890 | 49 737 | 70 074 |

| 1950    | 1960    | 1970    | 1980    | 1990    | 2000    |
| ------- | ------- | ------- | ------- | ------- | ------- |
| 114 950 | 263 540 | 344 311 | 471 016 | 677 491 | 896 344 |

| 2010      | - | - | - | - | - |
| --------- | - | - | - | - | - |
| 1 145 956 | - | - | - | - | - |

## Politique
Historiquement favorable aux républicains, le comté d'Orange vote de justesse en faveur des candidats démocrates en 2000 et 2004. Depuis, notamment en raison de l'accroissement de sa population hispanique, le comté vote plus largement pour le Parti démocrate.